# Чече (Храстник)
Чече (словен. Čeče) је насељено место у општини Храстник, Засавска регија, Словенија. Део је насеља Чече које је административним границама подељено на два насеља: Чече (Храстник) и Чече (Трбовље).

## Историја
До територијалне реорганизације у Словенији био је у саставу старе општине Храстник.

## Становништво
У попису становништва из 2011. године, Чече је имао 306 становника.
| Број становника према пописима | Број становника према пописима | Број становника према пописима |
| ------------------------------ | ------------------------------ | ------------------------------ |
| 1991                           | 2002                           | 2011                           |
| 271                            | 303                            | 306                            |

Напомена: До 1955. исказивано под именом Света Катарина.